# Art of Madness
Art Of Madness – singel The Jacksons z albumu 2300 Jackson Street wydany tylko w niektórych państwach europy.

## Lista utworów
1. Art Of Madness (Vocal Mix) – 6:59
2. Art Of Madness (House Mix) – 6:55
3. Art Of Madness (Instrumental) – 5:07